# لويز ألين (تنس)
لويز ألين (بالإنجليزية: Louise Allen) مواليد 7 يناير 1962، هي لاعبة كرة مضرب أمريكية سابقة بدأت مسيرتها كمحترفة سنة 1982، اعتزلت اللعب في 1993. أعلى تصنيف لها في الفردي كان المركز الـ 65 في سنة 1983. أعلى تصنيف لها في الزوجي كان المركز الـ 65 في سنة 1993.

## روابط خارجية
- لويز ألين على موقع رابطة محترفات التنس (الإنجليزية)
- لويز ألين على موقع الاتحاد الدولي لكرة المضرب (الإنجليزية)
- لويز ألين على موقع خلاصة التنس.كوم (الإنجليزية)